# Apterichtus gymnocelus
Apterichtus gymnocelus är en fiskart som först beskrevs av Böhlke, 1953.  Apterichtus gymnocelus ingår i släktet Apterichtus och familjen Ophichthidae. Inga underarter finns listade i Catalogue of Life.